# Усть-Білокалитвенський район
Усть-Білокалитвенський район Шахтинської округи — адміністративно-територіальна одиниця, що існувала в УСРР й РРФСР з 1923 по 1931 роки. 

## Історія

### Станиця
Після встановлення в 1920 році Радянської влади на Дону, область війська Донського була перейменована на Донську область з центром у м. Ростов-на-Дону. Донська область ділилася на 10 округів. Станиця Усть-Білокалитвенська увійшла до складу Донецького округу (центр — станиця Кам'янська).
Згідно з Постановою РНК від 23 березня 1920 року, ВЦВК від 26 квітня 1920 року й ВУЦВК від 16 квітня 1920 року в Україні була утворена Донецька губернія, до складу якої була передана станиця Усть-Білокалитвенська.

### Район
Відповідно до постанови Президії Всеукраїнського ЦВК від 7 березня 1923 року «Про адміністративно-територіальний поділ Донецької губернії» було утворено Усть-Білокалитвенський район Шахтинської округи. У склад Усть-Білокалитвенського району Шахтинської округи Донецької губернії України увійшла територія Жирновської, Калитвенської й Красно-Донецької волостей. 
1 жовтня 1924 року Усть-Білокалитвенський район було передано до складу Шахтинської округи Південно-Сходу Росії. На 20 жовтня 1924 року в Шахтинському окрузі значився Усть-Білокалитвенський район (центр — станиця Усть-Білокалитвенська), щоутворився з колишніх волостей Жирновської, Калитвенської, Красно-Донецької (колишня Катериновська), Усть-Білокалитвенської. В районі значилося 18 сільрад, 37 населених пунктів й райвиконком. Сільради району: Апанасовська, Богатовська, Богураєвська, В. Ясиновська, Дядиновська, Западна, Какичева, Кам'янева (колишня Ясиновська), Красно-Донецька, Мечетна, Муравлева, Насонтова, Нижньо-Поповська, Срібряковська, Синегірська, Ольховська, Форштадська. 
У листопаді 1924 року Південно-Схід Росії було перейменовано на Північно-Кавказький край й на 1925 рік Усть-Білокалитвенський район входив до складу Шахтинського округу Північно-Кавказького краю. В районі значилися сільради: Богатовська Богураевська, Голово-Калитвинська, Демишевська, Дубівська, Дядинська, Западна, Какичевська, Каменевська, Кононовська, Корсунська, Червоно-Донецька, Крутинська, Ленінська, Литвиновська, Мечетновська, Насонтовська, Н-Поповська, Н-Срібряковська, Ольховська, Погореловська, Рудаковська, Синегорский, Усть-Білокалитвенська. 
Після перейменування Шахтинської округи в Шахтинско-Донецький (центр — р. Шахти) у жовтні 1925 року — Усть-Білокалитвенський район увійшов до складу Шахтинсько-Донецького округу. За переписом 1926 року в районі значилося 24 сільради: Білокалитвенська, Богатовський, Богураєвський, Голово-Калитвенська, Демішевський, Дубовська, Дядинський, Западнянський, Какичевський, Каменевський, Красно-Донецький, Корсунський, Кононовський, Крутинський, Ленінський, Литвиновський, Мечетновський, Насонтовський, Нижньо-Поповський, Нижньо-Серебряковський, Ольховський, Погорільський, Рудаковський, Синегірський.
Після ліквідації округів у серпні 1930 року, Усть-Білокалитвенський район увійшов до складу Північно-Кавказького краю й став підпорядковуватися безпосередньо крайвиконкому. На 1931 рік значився Усть-Білокалитвенський район (центр — станиця Усть-Білокалитвенська) й у його складі 24 сільради: Богатовська, Богураєвська, Голо-Калитвенська, Демишевська, Дубівська, Дядинська, Западновська, Какичевська, Каміневська, Кононовська, Корсунська, Красно-Донецька, Крутинська, Ленінська, Литвиновська, Мечетновська, Насонтовська, Нижньо-Поповська, Нижньосеребряковська, Ольховська, Погоріловська, Рудаковська, Синегірська, Усть-Білокалитвенська.
Постановою Президії ВЦВК від 20 серпня 1931 року Усть-Білокалитвенський район було скасовано. Його територія приєднана до Шахтинського району.